# Fox Creek (Teton River)
Der Fox Creek ist ein etwa 27 km langer, rechter Nebenfluss des Teton River in den US-Bundesstaaten Wyoming und Idaho. 

## Verlauf
Der Fox Creek entspringt am Fox Creek Pass in der südlichen Teton Range im südwestlichen Teton County in Wyoming auf einer Höhe von etwa 2915 m, unmittelbar westlich der Grenze zum Grand-Teton-Nationalpark sowie südlich des Fossil Mountain und des Spearhead Peak. Er fließt von dort in westliche Richtung durch die Jedediah Smith Wilderness des Caribou-Targhee National Forest, den er mit Erreichen des Teton County in Idaho verlässt. Etwas weiter westlich erreicht der Fox Creek das Teton Valley, passiert die Gemeinde Chapin und unterquert den Idaho State Highway 33. Nach kurz vor der Mündung stark mäandrierendem Verlauf mündet er nach rund 27 km auf einer Höhe von 1086 m in den hier nach Norden fließenden Teton River. Der Fox Creek Trail folgt einem Großteil des Flussverlaufs im Caribou-Targhee National Forest.

## Hydrologie
Der Fox Creek ist als Nebenfluss des Teton River Teil des Einzugsgebietes des Henrys Fork, der über Snake River und Columbia River in den Pazifischen Ozean entwässert. Das Einzugsgebiet des Fox Creek umfasst ein Areal von etwa 81 km² und grenzt an die Einzugsgebiete von Darby Creek im Norden, Granite Creek im Osten sowie Game Creek und Trail Creek im Süden.

## Belege
1. ↑  Fox Creek (Teton River). In: Geographic Names Information System. United States Geological Survey, United States Department of the Interior (englisch).